# Johann Christoph von Bartenstein

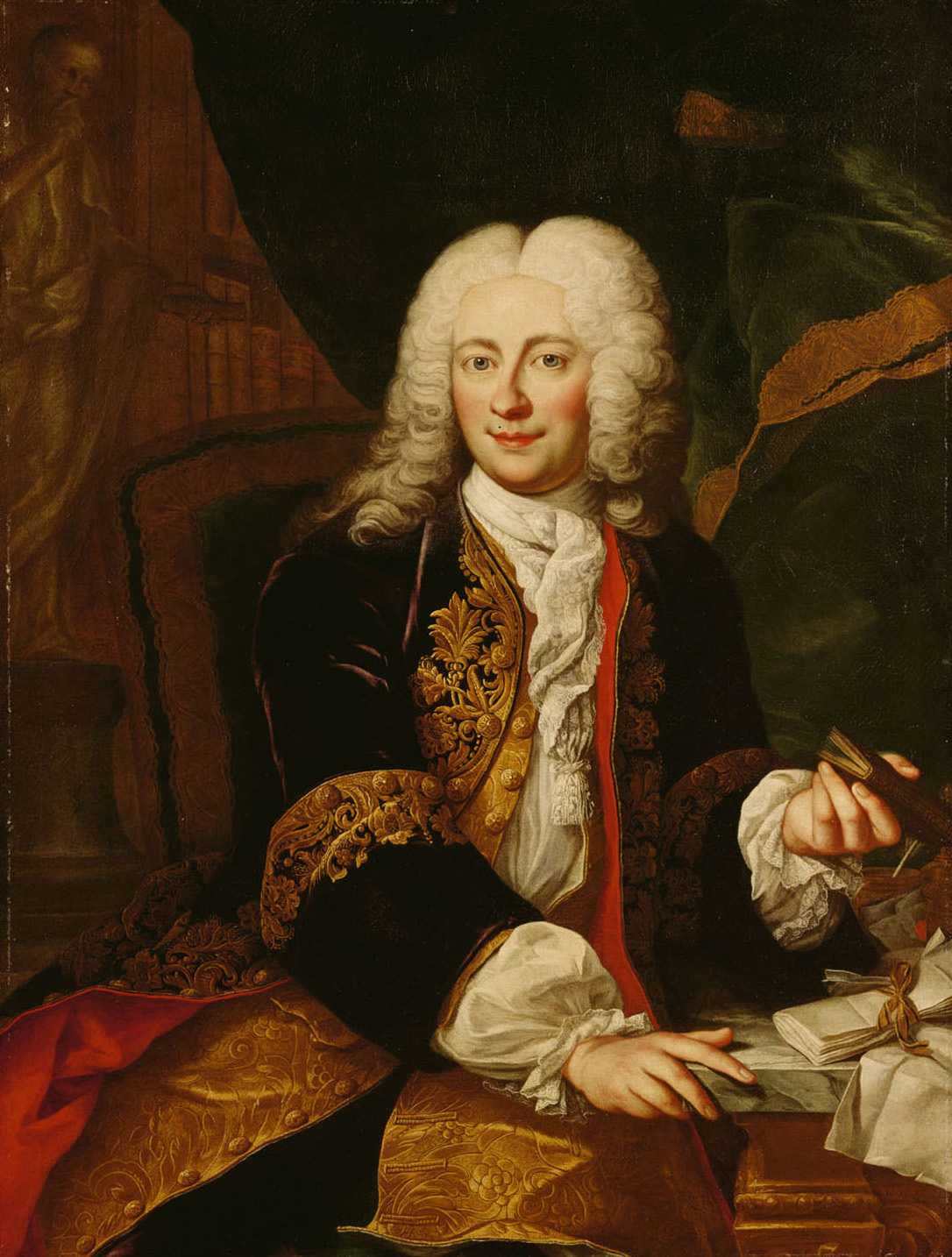
Johann Christoph von Bartenstein, oljemålning av Martin Mijtens d.y.

Johann Christoph von Bartenstein, född 23 oktober 1689 och död 6 augusti 1767, var en österrikisk friherre och statsman.
von Bartenstein var Karl VI:s förtrognaste och dugligaste medhjälpare, särskilt vid förhandlingarna om pragmatiska sanktionen, med stort inflytande även under Maria Theresias första år, då han i själva verket ganska enväldigt ledde utrikespolitiken 1740-53. von Bartenstein var dock mera jurist än statsman, och visserligen redbar med brysk och dogmatisk, och för de nya synpunkter på Österrikes utrikespolitik som furst Kaunitz vid 1750-talets mitt framförde, var han helt främmande. Sedan furst Wenzel Anton Kaunitz 1753 inkallats i statsrådet, fick von Bartenstein träda tillbaka. Han fick istället uppdraget att ha överinseende för den blivande kejsar Josef II:s politiska uppfostran, en synnerligen opassande uppgift för honom, och resultatet blev inte heller särskilt tillfredsställande.